# Noel Streatfeild
Mary Noel Streatfeild (Sussex, Inglaterra, 24 de diciembre de 1895–Gran Londres, 11 de septiembre de 1986). conocida como Noel Streatfield es una escritora de gran popularidad en el Reino Unido por su talento como autora de literatura infantil, el más conocido de los cuales es, posiblemente, Las zapatillas de ballet (Ballet Shoes) (1936). Fue la segunda de tres hijas de un vicario local. Su vida se describa en tres novelas semiautobiográficas: "Una Familia de Vicaria", "Fuera de la Vicaria" y "Más allá de la Vicaría".  Su familiaridad con el escenario - fue actriz un tiempo - fue la base para muchos de sus libros, que son a menudo sobre niños que luchan para hacer una carrera artística.

## Obra

### Ficción
- Ballet Shoes (1936)
- Tennis Shoes (1937)
- The Circus is Coming (1938) (también publicado como: Circus Shoes)
- Curtain Up (1944) (también publicado como: Theater Shoes)
- Party Frock (1946) (también publicado como: Party Shoes)
- The Painted Garden (1949) White Boots (1951) (también publicado como: Skating Shoes)
- The Fearless Treasure (1953)
- The Bell Family (1954) (también publicado como: Family Shoes)
- Wintle's Wonders (1957) (también publicado como: Dancing Shoes)
- Apple Bough (1962) (también publicado como: Traveling Shoes)
- A Vicarage Family (1963)
- The Children on the Top Floor (1964)
- Away from the Vicarage (1965)
- The Growing Summer (1966) (también publicado como: The Magic Summer)
- Caldicott Place (1967) (también publicado como: The Family at Caldicott Place)
- "Gemma" (serie de libros) (1968-9)
- Thursday's Child (1970)
- Beyond the Vicarage (1971)
- Ballet Shoes for Anna (1972)
- When the Siren Wailed (1974)
- Far To Go (1976)

### No ficción
- The Years of Grace (1950)
- Queen Victoria (1958)
- Magic and the Magician: E. Nesbit and her Children's Books (1958)
- The Boy Pharaoh, Tutankhamen (1972)